# Chevrolet Groove Concept
O Groove é um protótipo hatch de porte mini da Chevrolet apresentado no Salão de Nova Iorque de 2007.